# Vlkov pod Oškobrhem
Vlkov pod Oškobrhem település Csehországban, a Nymburki járásban. Vlkov pod Oškobrhem Vrbice, Odřepsy, Okřínek és Kolaje településekkel határos. Lakosainak száma 94 fő (2024. január 1.).

## Népesség
A település lakosságának változását az alábbi diagram mutatja:
| Lakosok száma | 288  | 281  | 238  | 173  | 124  | 104  | 74   | 76   | 96   | 94   |
|               | 1869 | 1900 | 1921 | 1961 | 1980 | 2011 | 2016 | 2019 | 2021 | 2024 |